# کیتاماندوکورو
کیتا ماندوکورو (به ژاپنی: 北政所 きた の まんどころ) در زبان ژاپنی و در دوره هی‌آن به معنای همسر اصلی و قانونی یا سِی‌شیتسو است. این واژه در دوره هی‌آن عنوانی بود که اشاره به همسر اصلی افراد کوگیو‌ها (درباریان) و عالی‌رتبه جامعهٔ ژاپن داشت. کیتا ماندوکورو از سایر همسران این افراد عالی‌رتبه در وضعیت بالاتری قرار داشت.

## در دوره نارا و هی‌آن
قدمت سِی‌شیتسو به سیستم قانون‌گذاری ریتسوریو در دوره نارا و دوره هی‌آن بازمی‌گردد. در آن زمان، همسر اصلی چیکوسای (嫡 妻) نامیده می‌شد. در این زمان اگر یک مرد با زنان متعدد دیگری نیز پس از آن ازدواج می‌کرد از نظر قانون عنوان سی‌شیتسو تنها به همسر اول مرد تعلق می‌گرفت. پسر ارشد همسر سی‌شیتسو به عنوان وارث قانونی پدر (چاکونان 嫡男) شناخته می‌شد اما بعد از دوره هی‌آن انتخاب وارث از بین فرزندان برعهده پدر گذاشته شد و از نظر قانونی داشتن عنوان سِی‌شیتسو مزایای خود را از دست داد.

## کیتا (شمال)
در دوره هی‌آن، اشراف در عمارت‌هایی به نام «شیندن زوکوری» زندگی می‌کردند که ساختاری شبیه به دایره داشت و تعدادی خانه با راهروهایی به هم متصل می‌شدند.
در قست شمال خوابگاه، یک ساختمان مسکونی خصوصی به نام «کیتای» قرار داشت که همسر قانونی ارباب، خانم شمال (کیتا نو کاتا) در مورد تمام امور خانه تصمیم می‌گرفت.
دلیل اینکه همسر قانونی از چنین قدرت واقعی و موقعیت بالایی برخوردار بود این بود که اشراف در آن زمان اساساً در خانه پدری زن خود زندگی می‌کردند و خانه‌های آنها در وهله اول متعلق به خانواده زن قانونی بود.

### ماندوکورو
در دوره هی‌آن، شاهزادگان امپراتوری و اشراف دربار از درجه سوم و بالاتر مجاز به افتتاح دفاتری در داخل اقامتگاه خود برای رسیدگی به امور خصوصی مربوط به خانواده و محل سکونت خود بودند. این مکان «ماندوکورو» نامیده می‌شد زیرا به معنای «محل متولی امور خانه» بود.

### ایجاد عنوان «کیتاماندوکورو»
زمانی که صاحب آن عمارت به رتبه سوم می‌رسد و یک دفتر دولتی افتتاح می‌کرد، این دفتر «کیتای» یا «کوکوگاتا» «کیتا ماندوکورو» نام داشت؛ بنابراین، در اوایل دوره هی آن، همسران قانونی اشراف دربار از درجه سوم و بالاتر، همگی «کیتاماندوکورو» نامیده می‌شدند.
با این حال، از اواسط دوره هی‌آن به بعد، این امر رسمی‌تر شد و «کیتاماندوکورو» عنوانی شد که به همسر قانونی نایب‌السلطنه یا کانپاکو محدود می‌شد.